# Hybanthus cymulosus
Hybanthus cymulosus är en violväxtart som beskrevs av Charles Austin Gardner. Hybanthus cymulosus ingår i släktet Hybanthus och familjen violväxter. Inga underarter finns listade i Catalogue of Life.